# Lonchocarpus macrophyllus
Lonchocarpus macrophyllus är en ärtväxtart som beskrevs av Carl Sigismund Kunth. Lonchocarpus macrophyllus ingår i släktet Lonchocarpus och familjen ärtväxter. Inga underarter finns listade i Catalogue of Life.